# Realize (玉置成実の曲)
「Realize」（リアライズ）は、2003年7月24日に発売された玉置成実の2枚目のシングル。レーベルはソニー・ミュージックレコーズ。
なお、同年9月26日にリプロダクション・シングル「Realize Reproduction 〜GUNDAM SEED EDITION〜」が発売されている。本記事ではこちらも併せて記述する。

## オリジナル・シングル
- 前作「Believe」に続き、『機動戦士ガンダムSEED』のオープニングテーマに使用される。
- ミュージックビデオは山梨県笛吹川フルーツ公園のわんぱくドーム前で撮影された。振付は元MEGA-MIXのメンバーで安室奈美恵の振付も数多く手がけたIZUMIが担当。玉置は当時中学2年で、スタッフの間で「衣装がセクシーすぎる」と議論になり、ボディーラインを強調した撮影シーンが多くカットされている[1]。
- YouTubeチャンネルでMVのメイキング映像が公開されている[2]。

### 収録曲
1. Realize（作詞:BOUNCEBACK/作曲:大谷靖夫/編曲:大谷靖夫・荒井洋明）　
TBS・MBS系『機動戦士ガンダムSEED』7月-9月期（PHASE 41-FINAL PHASE）オープニングテーマ
2. Hot summer day（作詞:mavie/作曲・編曲:Fredrik Hult,Ola Larsson,Aleena）
3. 明日の君 （作詞:西尾佐栄子/作曲:Tsukasa/編曲:齋藤真也）
4. Realize -Instrumental-

## GUNDAM SEED EDITION
「Realize Reproduction 〜GUNDAM SEED EDITION〜」（リアライズ・リプロダクション ガンダム・シード・エディション）は、玉置成実の2枚目のリプロダクション・シングル、通算4枚目のシングルとして、2003年9月26日に発売された。
- オリジナル・シングルのボーカル・テイクをそのままに、リプロダクション（リアレンジメント&リテイク）された2曲と『機動戦士ガンダムSEED』オープニングVersion、そして新曲「Long Way Behind」を収録したスペシャルエディション盤である。キャッチコピーは“Reproduction再び…”。
- 完全初回限定パッケージと通常盤の2形態でリリースされた。

【完全初回限定パッケージ特典】
1. 暗闇で光る!特製フラッシュジャケット（ガンダムの線画の部分が暗闇で光る）
2. 〈フリーダム&ジャスティス〉スーパーピクチャーCDレーベル
3. 玉置成実×ガンダムSEEDオリジナルカレンダー封入（2004年1〜6月）

### 収録曲
1. Realize -KZ Strictly Uptempo Mix-　(4:52)
[作詞：BOUNCEBACK / 作曲：y@suo ohtani / リプロダクション：前田和彦]
2. Realize -fly in to the Universe Mix-　(4:53)
[作詞：BOUNCEBACK / 作曲：y@suo ohtani / リプロダクション：PNTGN]
3. Long Way Behind　(3:53)
[作詞：渡辺なつみ / 作曲：原一博 / 編曲：HΛL]
4. Realize -GUNDAM SEED OPENING Ver.-　(1:42)
[作詞：BOUNCEBACK / 作曲：y@suo ohtani / リプロダクション：y@suo ohtani、Hiroaki Arai]

## カバー
- Merm4id - 2021年5月15日にゲーム『D4DJ Groovy Mix』に追加収録[3]。2022年7月20日発売の『D4DJ Groovy Mix カバートラックス vol.5』でCD初収録[4]。